# ACiD Productions

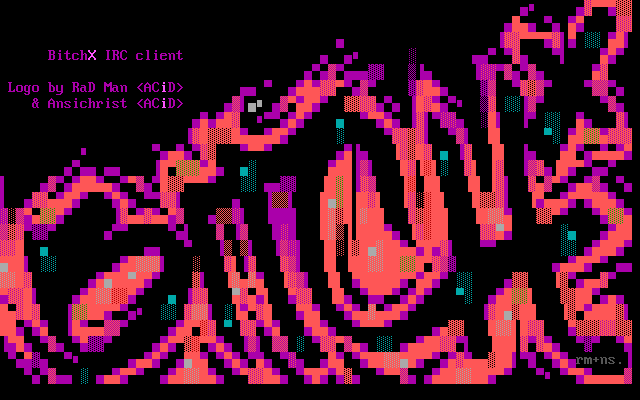
ANSI-startbild för BitchX, gjord av RaD Man and Ansichrist (ACiD).

ACiD Productions (ACiD) är en digital undergroundkonstgrupp. De grundades 1990 och var från början inriktade på ANSI-konst för BBS:er.  På senare tid har de även utökat sin repertoar till andra grafiska medier samt mjukvaruutveckling.

## Historia
ACiD Productions skapades egentligen år 1990 som ANSI Creators in Demand av fem medlemmar, RaD Man, Shadow Demon, Grimm, The Beholder, och Phantom. Deras arbete koncentrerade sig mest på ANSI- och ASCII-konst, men gruppen arbetade också med andra artistiska medium, såsom 'music tracking', demokodande och multimediamjukvaruutveckling (till exempel bildvisare). Medlemstalet steg från fem medlemmar 1990 till en bit över sjuhundra 2003.
I mitten av 1990-talet bildade ACID undergrupper ansvariga för dessa andra större grupper. Till exempel så är Remorse den officiella ACiD-undergruppen ansvarig för ASCII-konst och annan textbaserad grafik. På liknande vis är pHluid ansvarig för 'module tracking' och musikskapande.
Idag fokuserar sig ACiD stort på att bevara den digitala konstens historia genom skapande av radioprogram och försäljning av sina DVD-baserade konsthistorie-arkiv. och sponsring av demopartyn.